# Illyria (Angel)
Pour les articles homonymes, voir Illyria.
Illyria est un personnage fictif créé par Joss Whedon pour la série télévisée Angel. Il est joué par l'actrice Amy Acker et doublé en version française par Léa Gabrielle.

## Biographie fictive
Aux temps du Primordium, bien avant l'ère des hommes, Illyria était l'un des démons primordiaux parmi les plus puissants. Le territoire sur lequel il régnait correspond à l'actuelle Californie. Il fut finalement vaincu et tué par une alliance de ses nombreux ennemis et son essence vitale fut enfermée dans un sarcophage, ses pouvoirs étant placés dans des gemmes enchâssées dans le sarcophage. Mais ses adorateurs étaient si nombreux que son culte a survécu durant des millénaires et existe encore de nos jours.

## Apparitions

### Dans la série télévisée
Lors de la saison 5 de la série, dans l'épisode Un trou dans le monde, le sarcophage est livré à la branche de Los Angeles de Wolfram & Hart. Cela fait partie d'un plan de Knox, qui travaille avec Fred à la division scientifique et est en réalité le grand prêtre actuel d'Illyria. Alors que Fred étudie le sarcophage, un trou s'ouvre dans celui-ci et l'essence d'Illyria est inhalée par Fred. Aussitôt, il commence à parasiter le corps de Fred, le remodelant et absorbant l'esprit de la jeune femme. Après une longue agonie, le corps de Fred n'est plus qu'une coquille vide occupée désormais par Illyria. Celle-ci a d'abord comme objectif de prendre la tête de son ancienne armée pour semer la destruction mais, quand elle découvre que son armée n'existe plus depuis longtemps, elle est totalement désorientée (épisode Coquilles).
Wesley lui enseigne alors comment s'intégrer dans ce monde qu'elle découvre et elle devient aussi proche de Spike, appréciant beaucoup les séances de combat où elle le corrige régulièrement. Elle est définitivement adoptée par l'équipe quand elle libère Gunn d'une dimension infernale où il était retenu (épisode Bombe à retardement). Dans le même épisode, ses pouvoirs deviennent très instables et menacent de la faire exploser (elle et une bonne partie du continent) mais Wesley arrive à extraire une bonne partie de ses pouvoirs. Cependant, Illyria perd dans ce processus une partie de sa force extraordinaire ainsi que son pouvoir de manipuler l'espace-temps et est extrêmement abattue. Dans l'avant-dernier épisode de la série (Jeu de pouvoir), elle est sévèrement battue par Marcus Hamilton ce qui la motive pour combattre le Cercle de l'Aiguille Noire aux côtés d'Angel et de son équipe. Elle élimine deux de ses membres, Izzerial et Cyvus Vail, et prend momentanément la forme de Fred pour apaiser les derniers moments de Wesley. Elle rejoint ensuite les survivants de l'équipe pour l'Ultime Combat.

### Dans les comics
Dans les comics Angel: After The Fall, Illyria est le Lord de Beverly Hills et s'emploie avec Spike à sauver le plus d'innocents possible. Mais ses pouvoirs sont instables en raison de la dimension démoniaque dans laquelle se trouve désormais Los Angeles. Elle revient à sa forme primordiale quand elle perd les souvenirs de Fred et ravage la ville avant que ces souvenirs lui soient rendus et que cela ne l'arrête. Après le retour de Los Angeles sur Terre, Illyria développe de plus en plus de sentiments humains et retrouve l'intégralité de ses pouvoirs.
Dans Buffy contre les vampires, Saison neuf, Illyria fait partie d'un Conseil mystique qui demande l'aide de Buffy pour mettre fin aux activités de Severin, le méchant de la saison. Elle se fait absorber tous ses pouvoirs par Severin et reprend l'apparence de Fred. Elle descend dans le Puits sépulcral avec Buffy, Willow et Alex et persuade Severin de créer une nouvelle graine de la magie. Le processus crée une surcharge magique qui vaporise Severin et Illyria au moment où la graine est créée. Dans Angel & Faith, on apprend que la nouvelle graine de la magie a ramené l'essence de Fred et d'Illyria et qu'elles cohabitent désormais dans le corps de Fred, et en prennent tour à tour le contrôle.

## Caractérisation
Pour Jes Battis, Illyria est, d'une étrange façon, un hybride des personnages de Fred et de Cordelia. Elle a l'apparence de Fred tout en parlant comme celle-ci ne l'aurait jamais pu et en exprimant tout le doute, la tristesse et le sentiment d'isolation que Fred gardait à l'intérieur de soi ; et elle peut se permettre de parler comme seule Cordelia le faisait, d'avoir conscience comme elle de son privilège tout en étant éloignée des relations et des intérêts humains alors que Cordelia ne l'aurait jamais pu. Illyria représente un compromis entre Fred et Cordelia, la partie cachée que Fred désavouait et que Cordelia avait accepté. Battis affirme aussi qu'Illyria personnifie la perte, elle est une « absence vivante représentant la confusion et les décombres que la mort laisse derrière elle », mais incarne en même temps l'espoir par son apprentissage de l'humanité auprès de Wesley.